# Capitaux de la SNCV dans la province de Limbourg
Pour les services passagers voir Lignes de tramway de la SNCV dans la province de Limbourg.
Capitaux de la Société nationale des chemins de fer vicinaux (SNCV) dans la province de Limbourg.

## Liste
- Ligne 811 (SNCV) Bourg-Léopold - Wijchmaal - Bree - Maaseik (tableau 490) (capital 24) : 40,9 km (1888-1955)
- Ligne 812 (SNCV) Glons - Bitsingen - Kanne - frontière néerlandaise (en direction de Maastricht)  (tableau 484) (capital 51) : 16,0 km (1893-1948)
- Ligne 813 (SNCV) Tongres - Riemst - Vroenhoven - embranchement vers Lanaken / embranchement vers la frontière néerlandaise (en direction de Maastricht) (tableau 479) (capital 68) : 22,7 km (1897-1955)
- Ligne 814 (SNCV) Oreye - Looz - Kortessem - Hasselt (tableau 495) (capital 81) : 29,8 km (1900-1949)
- Ligne 815 (SNCV) Maaseik - Eisden - Tournebride - frontière néerlandaise (en direction de Maastricht) (tableau 485) (capital 82) : 26,4 km (1898-1955)
- Ligne 816 (SNCV) Hasselt - Zonhoven - embranchement vers Beringen - Bourg-Léopold / embranchement vers Houthalen - Heusden - Coursel (en direction de la section Beringen - Bourg-Léopold) (tableau 488) (capital 88) : 30,5 km (1899-1955)
- Ligne 817 (SNCV) Tongres - Kortessem	(tableau 496) (capital 108) : 12,6 km (1904-1949)
- Ligne 818 (SNCV) Diest - Beringen - Coursel (tableau 478) (capital 138) : 19,8 km (1908-1954)
- Ligne 819 (SNCV) Saint-Trond - Rosoux-Goyez - Hannut  (tableau) (capital 146) : 25,5 km (1911-1958)
- Ligne 820 (SNCV) Genk - Zutendaal - embranchement vers Lanaken / embranchement vers Oud-Waterschei / ligne principale vers Bilzen - Riemst - Bassenge - Houtain-Saint-Siméon - embranchement vers Fexhe-Slins - Liers - Vottem (en direction de Liège) / embranchement vers Herstal - Liège (tableaux 467, 581) (capital 156) : 62,8 km (1910-1959)
- Ligne 821 (SNCV) Hasselt - Bokrijk - Genk - Winterslag - Waterschei - Oud-Waterschei - Genk (capital 200) : (1933-1954)
- Ligne 822 (SNCV) Maaseik - Kessenich (tableau 486) (capital 96) : 7,8 km (1900-1937)
- Ligne 823 (SNCV) Maaseik - Molenbeersel - frontière néerlandaise (vers Weert) (tableau 491) (capital 130) : 11,9 km (1910-1958)
- Ligne 824 (SNCV) Saint-Trond - Herck-la-Ville	(tableau 498) (capital 168) : 16,1 km (1913-1948)
- Ligne 825 (SNCV) Hasselt - Herck-la-Ville - Halen (tableau 497) (capital 86) : 18,1 km (1900-1948)